# 長崎県上五島病院
長崎県上五島病院（ながさきけんかみごとうびょういん、英 : Nagasaki Kamigoto Hospital）は、長崎県南松浦郡新上五島町に所在する医療機関。長崎県病院企業団が運営する公立病院。
1960年（昭和35年）11月に上五島町立国民健康保険診療所として開設され、町立上五島病院を経て、1968年（昭和43年）4月に長崎県離島医療圏組合に移管され、同組合上五島病院として発足。その後、2009年（平成21年）4月に長崎県病院企業団の設立に伴い、同一部事務組合に移管され、長崎県上五島病院となった。2022年（令和4年）12月には病院の建て替えを発表し、2027年の開院を予定している。

## 概要
五島列島北部の中通島中央部に位置する総合病院で、上五島医療圏唯一の入院機能を有する中核病院として急性期、回復期、慢性期の医療を提供している。2016年度からは地域医療連携室に新上五島町在宅医療介護連携支援センターを設置し、医療・介護の連携を図っている。
「長崎県がん対策推進計画」に基づき、がん診療離島中核病院に指定されており、化学療法や緩和ケアなどを実施している。また、へき地拠点病院としても、へき地診療所への医師の派遣、へき地医療従事者への研修、遠隔医療などを実施している。
災害医療については、地域災害医療センターとしての役割を担っており、DMATを配備している。救急医療については、医師（1人）、看護師（1人）、各診療科（1人）がオンコールで待機しており、島で対応できない患者や切迫早産等の患者をドクターヘリや自衛隊ヘリ等を利用した島外搬送を実施している。

### 職員数
| 職種           | 人数  |
| -------------- | ----- |
| 医師           | 23人  |
| 看護職員       | 138人 |
| 専門職         | 48人  |
| 事務職員       | 40人  |
| 合計           | 259人 |
| 2017年10月現在 |       |

## 沿革
- 1960年（昭和35年）11月 - 上五島町立国民健康保険診療所として開設（内科・外科・産婦人科、計18床）[1][6]。
- 1965年（昭和40年）7月 - 同診療所を廃止[1]。結核病棟20床を増床させ、町立上五島病院として開院（計38床）[1]。
- 1968年（昭和43年）4月 - 長崎県離島医療圏組合に移管され、同組合上五島病院として発足（計48床：一般病床26床・結核病床12床・伝染病床10床）[1][6]。
- 1971年（昭和46年）3月 - 一般病床を38床に増床し、計60床となる[1]。
- 1978年（昭和53年）9月 - 小児科を開設[1]。
- 1981年（昭和56年）
  - 1月 - 皮膚科、精神科を開設[1]。
  - 5月 - 一般病床を53床に増床し、計75床となる[1]。
  - 6月 - 眼科、泌尿器科を開設[1]。
- 1982年（昭和57年）
  - 7月 - 一般病床66床・結核病床4床・伝染病床10床、計80床に病床変更[1]。耳鼻咽喉科を開設[1]。
- 1986年（昭和61年）6月 - 新上五島町青方郷1549番地11に開設移転[1]。整形外科、形成外科、精神神経科、理学療法科を開設[1]。一般病床150床・伝染病床10床、計160床に病床変更[1]。
- 1991年（平成3年）3月 - 放射線科を開設[1]。
- 1996年（平成8年）4月 - 診療科目を精神神経科から精神科、神経科に科目変更（計14科）[1]。
- 1999年（平成11年）4月 - 一般病床150床・感染病床４床、計154床に病床変更[1]。
- 2000年（平成12年）
  - 2月 - 形成外科を廃止（計13科）[1]。
  - 8月 - 人工透析を開始[1]。
- 2009年（平成21年）
  - 3月 - 長崎県離島医療圏組合を解散[1][6]。
  - 4月 - 長崎県病院企業団設立に伴い、同企業団に移管[1][6]。長崎県上五島病院となる[1][6]。
  - 11月 - 長崎県上五島病院附属診療所有川医療センターを開設[8]。
- 2010年（平成22年）4月 - 麻酔科を開設（計14科）[1]。
- 2011年（平成23年）4月 - 奈良尾医療センターを開設[9]。
- 2012年（平成24年）4月 - 消化器内科を開設（計15科）[1]。
- 2014年（平成26年）4月 - 循環器内科を開設（計16科）[1]。
- 2017年（平成29年）
  - 4月 - 呼吸器内科、腎臓内科を開設。麻酔科を廃止[1]（計17科）。
  - 4月 - 認知症患者に対応した「もの忘れ外来」、糖尿病専門の「糖尿病専門外来」を設置[3]。
- 2018年（平成30年）4月 - 脳神経外科を開設（計18科）[1]。

## 診療科
- 内科[1]
- 神経内科[1]
- 消化器内科[1]
- 循環器内科[1]
- 呼吸器内科[1]
- 腎臓内科[1]
- 小児科[1]
- 産婦人科[1]
- 外科[1]
- 整形外科[1]
- 脳神経外科[1]
- 眼科[1]
- 耳鼻咽喉科[1]
- 泌尿器科[1]
- 放射線科[1]
- 皮膚科[1]
- 精神科[1]
- リハビリテーション科[1]

## 附属診療所

### 有川医療センター
長崎県上五島病院附属診療所有川医療センター（ながさきけんかみごとうびょういんふぞくしんりょうじょ ありかわいりょうセンター）は、長崎県南松浦郡新上五島町有川郷2255番地に所在する診療所。
新上五島町の慢性透析センターとしての役割を担っており、透析の病床を20床有している。また、土曜外来や週3回の禁煙外来・夜間外来を実施している。

#### 診療科
- 内科[12]
- 外科[12]
- 整形外科[12]
- 小児科[12]
- リハビリテーション科[12]

#### 沿革
- 1966年（昭和41年）5月 - 有川町国民健康保険直営診療所として開設（一般病床：15床）[8]。
- 1967年（昭和42年）4月 - 一般病床を19床に増床[8]。
- 1972年（昭和47年）9月 - 内科を開設[8]。
- 1978年（昭和53年）
  - 2月 - 眼科を開設[8]。
  - 11月 - 人工透析を開始[8]。
- 1979年（昭和54年）2月 - 救急告示診療所に認定[8]。
- 1980年（昭和55年）
  - 3月 - 有川町国民健康保険直営診療所を廃止し、有川町立有川病院として開設（病床数：50床、診療科目：内科・外科・眼科・小児科・産婦人科）[8]。
  - 3月 - 救急告示病院に認定[8]
  - 5月 - 有川町立有川病院を廃止[8]。
  - 6月 - 長崎県離島医療圏組合有川病院として開設[8]。
  - 6月 - 小児科を廃止し、耳鼻咽喉科を開設[8]。
  - 6月 - 救急告示病院に認定[8]。
- 1982年（昭和57年）4月 - 小児科を開設[8]。
- 1986年（昭和61年）6月 - 耳鼻咽喉科を休診[8]。
- 1996年（平成8年）6月 - 眼科を休診[8]。
- 2003年（平成15年）6月 - 産婦人科を廃止[8]。
- 2004年（平成16年）4月 - 整形外科を開設[8]。
- 2009年（平成21年）
  - 3月 - 耳鼻咽喉科、眼科を廃止[8]。
  - 3月 - 長崎県離島医療圈組合有川病院を廃止[8]。
  - 4月 - 長崎県病院企業団長崎県有川病院を開設[8]。
  - 10月 - 長崎県病院企業団長崎県有川病院を廃止[8]。
  - 11月 - 長崎県病院企業団長崎県上五島病院附属診療所有川医療センターを開設[8]。
- 2011年（平成23年）4月 - リハビリテーション科を開設[8]。

#### 人員配置
- 医師：2人[10]
- 看護師・准看護師：16人[10]
- 理学療法士：1人[10]

### 奈良尾医療センター
長崎県上五島病院附属診療所奈良尾医療センター（ながさきけんかみごとうびょういんふぞくしんりょうじょ ならおいりょうセンター）は、長崎県南松浦郡新上五島町奈良尾郷字新港1000番地に所在する診療所。
外来診療、健康診断、リハビリテーションに対応し、新上五島町若松診療所と連携した夜間急患診療を実施している。また、訪問看護ステーションが併設されている。
2011年（平成23年）4月より入院機能を長崎県上五島病院に集約し、無床の地域診療所として運営され、翌2012年（平成24年）4月には地域医療再生交付金を活用し、旧奈良尾港ターミナルそばに新築移転した。

#### 診療科
- 内科[14]
- 小児科[14]
- 外科[14]
- 整形外科[14]
- 眼科[14]
- リハビリテーション科[14]

#### 沿革
- 1947年（昭和22年）8月 - 奈良尾漁業協同組合奈良尾病院として開設（診療科目：内科、小児科、外科、産婦人科、放射線科）[9]。
- 1954年（昭和29年）6月 - 奈良尾町に移管され、町立奈良尾病院として開設[9]。
- 1955年（昭和30年）4月 - 岩瀬浦分院を開設（診療科目：内科、小児科）[9]。
- 1960年（昭和35年）12月 - 中五島伝染病併設隔離病舎一部事務組合の伝染病棟（病床数：15床）を開設[9]。
- 1968年（昭和43年）4月 - 長崎県離島医療圏組合の設立に伴い、長崎県離島医療圏組合奈良尾病院として発足[9]。
- 1971年（昭和46年）4月 - 岩瀬浦分院を廃止[9]。
- 1980年（昭和55年）10月 - 新築移転（一般病床数：60床）[9]。
- 1990年（平成2年）
  - 4月 - 産婦人科を休診[9]。
  - 9月 - 妊娠検診を実施[9]。
- 2000年（平成12年）7月 - ペースメーカー移植術・交換術の施設基準が承認[9]。
- 2002年（平成14年）4月 - 産婦人科を廃止[9]。
- 2004年（平成16年）5月 - リハビリテーション科を開設[9]。
- 2005年（平成17年）4月 - 病棟看護体制を2交代制に変更[9]。
- 2009年（平成21年）4月 - 長崎県病院企業団設立に伴い、長崎県奈良尾病院として発足[9]。
- 2011年（平成23年）4月 - 無床診療所として長崎県上五島病院附属診療所奈良尾医療センターを開設[9]。
- 2012年（平成24年）4月 - 新築移転[9]。

#### 人員配置
- 医師：1人[13]
- 看護師・准看護師：4人[13]

## 指定・認定等
- 保険医療機関[15]
- 救急告示病院[6]
- 災害拠点病院[6]
- へき地医療拠点病院[6]
- 基幹型臨床研修病院[6]
- 第二種感染症指定医療機関[6]
- 労災保険指定医療機関[15]
- 指定自立支援医療機関（更生医療）[15]
- 指定自立支援医療機関（育成医療）[15]
- 指定自立支援医療機関（精神通院医療）[15]
- 身体障害者福祉法指定医の配置されている医療機関[15]
- 精神保健指定医の配置されている医療機関[15]
- 生活保護法指定医療機関[15]
- 結核指定医療機関[15]
- 指定養育医療機関[15]
- 指定小児慢性特定疾病医療機関[15]
- 難病の患者に対する医療等に関する法律に基づく指定医療機関[15]
- 原子爆弾被害者医療指定医療機関[15]
- 原子爆弾被害者一般疾病医療取扱医療機関[15]
- 公害医療機関[15]
- 母体保護法指定医の配置されている医療機関[15]
- 臨床研修指定病院[15]
- 臨床修練指定病院[15]
- 特定疾患治療研究事業委託医療機関[15]
- 在宅療養支援病院[15]
- DPC対象病院[15]